# Pero asilasaria
Pero asilasaria là một loài bướm đêm trong họ Geometridae.